# Specklinia mitchellii
Specklinia mitchellii là một loài thực vật có hoa trong họ Lan. Loài này được (Dod) Luer mô tả khoa học đầu tiên năm 2004.